# Секуляризационная реформа 1764 года

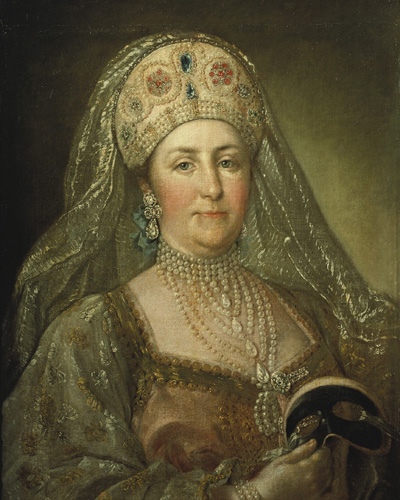
Портрет Екатерины II в русском наряде кисти неизвестного художника

Уничтожение монастырских вотчин — реформа, проведённая в Российской империи Екатериной II в 1764 году с целью изъятия церковных владений, упразднения части монастырей, а также определения содержания из казны для епархиальных кафедр, монастырей и приходских церквей, ранее владевших землей.
Манифест о секуляризации был подписан императрицей 26 февраля (8 марта) 1764 года и определил имущественно-правовое положение Русской церкви до конца синодального периода.

## Причины и подготовка реформы
Основной причиной секуляризации стало чрезмерное распространение беломестных (свободных от налога) церковных земель, снижавшее доходы казны. «Никакое новое государство не в силах было уже переваривать в своей полицейской и экономической системе то церковное землевладение, которое стало уже уродливым пережитком, оставшимся от древних удельных времён в организме нового централизованного государства», — пересказывал логику государства А. В. Карташёв.
Кроме того, в наследие от XVI и XVII веков Российской империи досталось огромное количество монастырей, многие из которых к середине XVIII века оказались с минимальным числом монашествующих или совсем обезлюдели.
Движению против монастырского землевладения способствовало, сверх того, несоответствие его обету нестяжания, явно сквозившее сквозь компромисс, выработанный византийским правом ещё до времени принятия Русью христианства и перенесённый в Россию вместе с Номоканоном. Он состоял в том, что монах не может иметь личной собственности, но может пользоваться собственностью монастырской. На этом основании Номоканон признавал права монастырей, в числе прочего, и на земельную собственность, населённую арендаторами-крестьянами, отрицая безусловно только прямое церковное рабовладельчество. Для того, чтобы владение большими имениями не вредило аскетической строгости жизни, церковь установила принцип: «Церковное богатство — нищих богатство» и на основании него требовала, чтобы монахи не «вступались в села» и монастырское начальство тратило на продовольствие монахов минимальную долю доходов, а всё остальное употребляло бы на церковное строение и украшение, школьное дело и всяческую благотворительность.
О подготовке реформы распорядилась в 1757 году богомольная императрица Елизавета Петровна, а её преемник Пётр III потребовал ускорить подготовку манифеста. За три месяца до своего свержения он успел подписать указ, предусматривавший передачу недвижимых церковных имуществ вместе с Коллегией экономии в ведомство Сената, а также прекращение дотирования монастырей, не способных обеспечить себя самостоятельно. Этот указ предельно обострил отношения императора, вообще не особо уважительно относившегося к православию, с Русской церковью.
Обер-прокурор синода Мелиссино предлагал не ограничивать реформу одними хозяйственными вопросами, но распространить её и на сферу канонического права. «Пункты» Мелиссино (проект наказа законодательной комиссии 1767 года) предполагали своеобразную «реформацию» Русской церкви в соответствии с принципами Просвещения: уничтожение общеобязательных постов, облегчение разводов, разрешение четвёртого брака, упрощение ряда обрядов и т. д. После длительной переписки с Мелиссино императрица забраковала его проект. «Пункты» Мелиссино были изданы Бодянским в «Чтениях Общества Истории и древностей» (1871, кн. 3, смесь).

## Манифест
Императрица Екатерина II 26 февраля (8 марта) 1764 года издала указ о церковных владениях, заканчивающий многовековое противостояние Русской Православной Церкви и государства. Указ касался вопроса о церковных владениях. Важнейшие положения его были следующие:
- Все имения Святейшего синода, а также монастырей, приходов и епархиальных кафедр передавались государственной Коллегии экономии.
- Все церковные учреждения отстранялись от управления имениями, а также монастырями, приходами и епархиальными кафедрами.
- Крестьяне, проживающие в указанных имениях, перепоручались в ведение Коллегии экономии, и в дальнейшем именовались «экономическими крестьянами». Надо заметить, что указанных крестьян, по ревизии 1760 года, составляло 910866 ревизских душ (то есть только мужчин).
- Вместо барщины и оброков с 1 (12) января 1764 года данные крестьяне обязаны были платить по 1,5 рубля подушного оклада, который поступал в государственную казну непосредственно через Коллегию экономии.
- Для содержания церковных учреждений (монастырей, приходов и епархиальных кафедр), ранее владевших землёй, Коллегия экономии должна была выделять определённую сумму.
- Епархии разделялись на три класса, их содержание назначалось в зависимости от наделённого класса.
- Для монастырей, кроме подчинённых Киевскому митрополиту (поначалу), составлялись монастырские штаты, в которые были внесены 225 монастырей, разделённых на 3 класса по уровню содержания[4].

В Священной Римской империи сходную политику секуляризации и закрытия монастырей проводил в одно время с Екатериной император Иосиф II.

## Ход реформы
По донесению Святейшего синода от 1 (12) января 1762 года во всех епархиях Российской Империи на тот момент насчитывалось 954 монастыря, в которых находилось 11 153 монашествующих. «Статистический временник Российской империи» писал в 1887 году о 953 монастырях, из которых 732 были мужскими и 221 — женскими. К 1762 году они владели вотчинами, к которым было приписано 769610 крепостных душ мужского пола. Правительство признало владение такими ресурсами не соответствующим назначению монашеских обителей. После секуляризационной реформы Синод постановил упразднить 418 монастырей. Из оставшихся монастырей 226 стали получать денежное содержание от государства. Оставшиеся 310 монастырей объявлялись выведенными за штат и должны были существовать на добровольные народные пожертвования.
По штатам 1764 года, штатные (получающие содержание от государства) монастыри, кроме лавр, были разделены на три класса «сообразно богатству и знатности»:
- 1 класс: 15 мужских, 4 женских
- 2 класс: 41 мужской, 18 женских
- 3 класс: 100 мужских, 45 женских

Через два года, 31 марта (11 апреля) 1764 года, вышло следующее дополнительное распоряжение: монастыри за штатом (заштатные) должны быть также разделены на 3 класса:
- 1 класс — 20 монастырей
- 2 класс — 56
- 3 класс — 85

Итого 161 монастырь с 1247 монашествующими. Остальные 149 монастырей упразднялись. Оставшиеся заштатные монастыри должны были существовать либо на добровольные приношения, либо за счёт расположенной около обителей земли, обрабатываемой монахами собственными силами. Таким образом, в Великороссии оставалось всего 387 монастырей.
Секуляризационная реформа была впоследствии распространена за пределы Великороссии. В 1786 году аналогичная ситуация установилась в Киевской, Черниговской и Новгород-Северской губерниях, а в 1788 году — в Курской, Екатеринославской, Харьковской и Воронежской губерниях.

## Упразднённые монастыри
- Андрусовский монастырь
- Арефинская Входоиерусалимская пустынь
- Бежецкий Введенский монастырь
- Бречицкий Андроников монастырь
- Великая Авраамиева пустынь
- Верхняя Авраамиева пустынь
- Возмищенский монастырь
- Вязниковский Введенский монастырь
- Гороховатская Богородичная пустынь
- Дивногорский Успенский монастырь
- Дуниловский Успенский монастырь
- Заозёрный Авраамиев монастырь
- Истобенский Троицкий монастырь
- Козельский Вознесенский монастырь
- Кохминский Казанский монастырь
- Крестогорская Тихонова пустынь
- Куряжский монастырь
- Лихвинский Афанасьевский монастырь
- Лихотнин Успенский монастырь
- Мамонтова пустынь
- Маровский Крестовоздвиженский монастырь
- Межигорский Спасо-Преображенский монастырь
- Мещовский Афанасьевский Петропавловский монастырь
- Мосальский Успенский монастырь
- Московский Варсонофьевский монастырь
- Муромский Воскресенский монастырь
- Нило-Сорская пустынь
- Нуромский Преображенский монастырь
- Обвинский Верх-Язьвинский Богородицкий монастырь (первоначально Успенский)
- Обнорский Воскресенский монастырь
- Николо-Пешношский монастырь
- Посолотинский монастырь
- Серпуховский Распятский монастырь
- Рдейский монастырь
- Святогорский Успенский монастырь
- Соломенская пустынь
- Спасо-Воротынский монастырь
- Спасо-Запрудненский монастырь
- Спасо-Каменный монастырь
- Спасо-Новоприлуцкий монастырь
- Спасо-Песоцкий монастырь
- Сырьинская Успенская пустынь
- Угличский Воскресенский монастырь
- Усть-Вымский Михаило-Архангельский монастырь
- Усть-Сарапульский Спасский монастырь
- Уфимский Успенский монастырь
- Ущельский монастырь
- Христофорова Богородицкая пустынь
- Череповецкий Воскресенский монастырь
- Черноезерский монастырь
- Шуйский Троицкий монастырь

## Реакция церковной иерархии

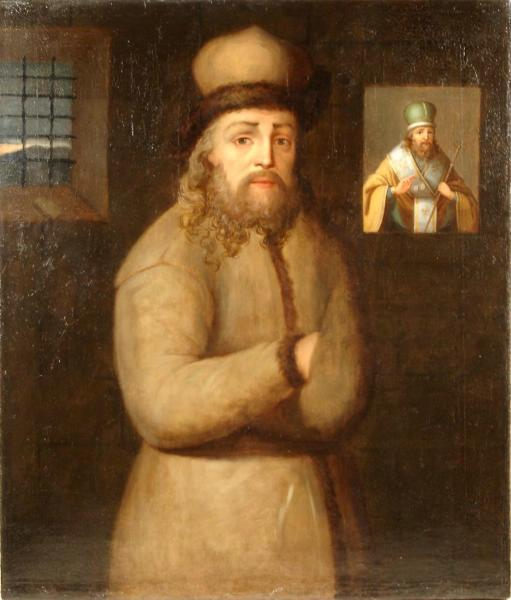
Митрополит Арсений в узилище

Прусский посланник докладывал на родину, что, узнав о грядущей национализации церковной недвижимости, русское духовенство подавало Петру III коллективную жалобу на столь «странный образ действий, которого нельзя было бы ожидать даже от басурманского правительства».
Наиболее последовательно критиковал реформу Ярославский митрополит Арсений (Мацеевич), который в итоге лишён сана, осуждён как «злокозненный преступник» и скончал свои дни в заточении. (С 2000 года почитается в чине священномученика).

## Последствия реформы
Разделение на штаты и классы определило финансовое положение монастырей. Появилось два абсолютно разных типа не только монастырей, но и монахов, что нивелировало значение монастырских уставов. Финансовое содержание штатного мужского монастыря 1-го класса, определённое реформой, в 2,5 раза превышало содержание монастыря 3-го класса; на женские монастыри 2-го и 3-го класса отпускались значительно меньшие суммы, чем на мужские. Фактически государство брало на себя лишь содержание и питание монастырской братии. Строения монастырей постепенно разрушались, а настоятели не решались сообщать об этом Синоду, чтобы избежать упразднения монастыря. Чтобы избежать финансовых проблем, монастыри сокращали число монашествующих, предусмотренное им штатом, из-за чего стали безлюдеть и беднеть. Кроме того, были и заштатные монастыри, не получавшие вообще никаких бюджетных ассигнований, что в условиях отсутствия собственной земли означало медленное умирание.
Реформа привела к массовому закрытию монастырей, так как те монастыри, которые не попали в число 1,2,3 классов или заштатных, подлежали закрытию. Перед реформой 1764 года в Великороссии насчитывался 1.026 монастырей. По подсчетам И. К. Смолича, за XVIII — начало XIX века было (за исключением Сибири) закрыто 822 монастыря (660 мужских/162 женских) и возобновлено 39 (33 мужских/6 женских). В итоге на 1810 год во всей Российской империи осталось только 452 монастыря. В отношении сибирских монастырей, учитывая их малое число и особое значение в деле освоения Сибири, правительством были предприняты гораздо более мягкие меры, чем в отношении монастырей европейской части империи.